# 대한민국 제20대 국회 후반기 의장단 선거
제20대 국회 후반기 의장단 선거는 2018년 7월 13일 실시되었다.
선거 결과 6선의 문희상 더불어민주당 의원이 국회의장에, 5선의 이주영 자유한국당 의원과 4선의 주승용 바른미래당 의원이 국회부의장에 선출되었다.
2018년 7월 13일 당시 문희상 국회의장의 나이는 73세 90일로, 73세 66일의 나이로 취임했던 이승만 전 국회의장의 기록을 깨고 역대 최고령의 나이로 국회의장에 취임하게 되었다. 역대 최연소의 나이로 국회의장에 취임한 인물은 1948년 국회의장 보궐선거 당시 54세 24일의 나이였던 신익희였다.

## 선거 제도
국회법 제15조에 따르면 전반기 국회의장단은 국회의원 총선거 후 첫 집회일에, 후반기 의장단은 전반기 의장단의 임기 종료일 5일 전에 국회에서 무기명 투표로 선출한다. 다만, 선거일이 공휴일인 경우 그 다음 날에 선거를 실시한다. 만약 1차 투표 결과 재적 의원의 과반을 득표한 자가 없으면 2차 투표를 실시하고, 2차 투표에서도 과반 득표자가 나오지 않을 시 최고득표자와 차점자에 대하여 결선 투표를 실시하되 이 경우 단순 다수 득표자를 당선자로 한다.
다만 국회의장 선거에 있어 2차 투표는 제헌 국회가 개원한 이래 단 5번만 실시되었으며, 3차 결선 투표는 오직 1번만 실시되었다. 3차 투표가 실시된 선거는 1998년 제15대 후반기 국회의장 선거였다.

## 배경
전반기 의장단의 임기가 끝나갈 무렵 20대 국회의 원내 제1당은 더불어민주당이었으며, 원내 제2당은 자유한국당이었다. 따라서 원내 제1당이 국회의장직을 차지하는 국회 관례상 후반기 국회의장은 더불어민주당에서 배출할 수 있었다. 그런데 만약 6월 13일 예정돼있던 12개 지역 국회의원 재보궐 선거에서 자유한국당이 선전할 경우 원내 제1당과 제2당이 뒤바뀔 가능성이 있었다.
이같은 상황에서 더불어민주당은 법에 규정된대로 5월 24일 후반기 의장단을 선거할 것을 주장한 반면, 자유한국당은 의장단 선거를 국회의원 재보선 이후로 연기할 것을 주장하였다. 결국 여야 합의 불발로 인해 선거는 법에 규정된 날짜에 실시되지 못하였으며, 전반기 의장단의 임기가 5월 29일을 끝으로 종료되자 국회의장단은 공석이 되었다.
결국 자유한국당이 원하던대로 후반기 의장단이 선출되지 못한 상태에서 실시된 6월 13일 재보선 결과, 11개 지역에서는 더불어민주당 후보가, 1개 지역에서는 자유한국당 후보가 당선되었다. 따라서 더불어민주당의 의석수는 기존의 119석에서 130석으로, 자유한국당의 의석수는 기존의 112석에서 113석으로 각각 증가하였으며, 원내 제1당과 제2당은 바뀌지 않았다. 결국 더불어민주당, 자유한국당, 바른미래당, 평화와 정의의 의원 모임 등 4개 원내교섭단체는 7월 10일 국회의장은 더불어민주당이 차지하고, 국회부의장은 자유한국당과 바른미래당이 각각 1명 씩 차지하는 것을 포함한 원 구성 합의안을 확정 발표하였으며, 국회의장단 선거는 7월 13일 오전 10시 국회 본회의에서 시행하기로 하였다.
선거일인 7월 13일 당일 정당별 의석수는 더불어민주당 130석, 자유한국당 112석, 바른미래당 30석, 민주평화당 14석, 정의당 6석, 민중당 1석, 대한애국당 1석, 무소속 6석 등이었다.

## 후보

### 국회의장 후보

#### 더불어민주당
더불어민주당의 국회의장 후보 경선에는 친노·친문계의 문희상 의원과 비노·비문계의 박병석 의원이 입후보하였으며, 또 하나의 친노·친문계 주자로 거론되던 원혜영 의원은 고심 끝에 불출마하였다.
5월 16일 의원총회 표결 결과, 문희상 의원이 국회의장 후보로 선출되었다.
| 후보     | 득표 | %     |
| -------- | ---- | ----- |
| 문희상   | 67   | 57.76 |
| 박병석   | 47   | 40.52 |
| 무효     | 2    | 1.72  |
| 총투표수 | 116  | 100   |

같은 달 11일 원내대표 선거에서도 친노·친문계의 홍영표 의원이 당선된 가운데 국회의장 후보직도 친노·친문계의 문희상 의원이 차지하자 일각에서는 친노·친문계가 당권 장악에 나섰다는 평가가 나오기도 하였다.

### 국회부의장 후보

#### 자유한국당
새누리당에서 당명을 바꾼 자유한국당의 부의장 후보 경선에는 이주영 의원과 정진석 의원이 출마했다. 원유철 의원과 김정훈 의원은 고심 끝에 불출마를 선언했다.
7월 12일 의원총회 표결 결과, 이주영 의원이 국회부의장 후보로 선출되었다. 이주영 후보가 총투표수 101표의 과반인 51표까지 득표한 것이 확인된 순간 개표를 중단하여, 정확한 결과는 알려지지 않았다.

#### 바른미래당
국민의당과 바른정당의 합당으로 출범한 바른미래당의 부의장 후보 경선에는 국민의당 출신의 주승용 의원과 바른정당 출신의 정병국 의원이 출마했다.
7월 13일 의원총회 표결 결과, 주승용 의원이 국회부의장 후보로 선출되었다. 주승용 후보가 총투표수 26표의 과반인 14표까지 득표한 것이 확인된 순간 개표를 중단하여, 정확한 결과는 알려지지 않았다.

## 선거 결과

### 국회의장 선거
경기도 의정부시 갑 지역구의 문희상 더불어민주당 의원이 당선되었다.
| 후보   | 소속         | 득표 | %     |
| ------ | ------------ | ---- | ----- |
| 문희상 | 더불어민주당 | 259  | 86.33 |
| 박병석 | 더불어민주당 | 2    | 0.67  |
| 함진규 | 자유한국당   | 2    | 0.67  |
| 김성태 | 자유한국당   | 1    | 0.33  |
| 윤한홍 | 자유한국당   | 1    | 0.33  |
| 이석현 | 더불어민주당 | 1    | 0.33  |
| 기권   | 기권         | 3    | 1.00  |
| 무효   | 무효         | 6    | 2.00  |
| 결석   | 결석         | 25   | 8.33  |
| 재적   | 재적         | 300  | 100   |

### 자유한국당 몫 국회부의장 선거
경상남도 창원시 마산합포구 지역구의 이주영 자유한국당 의원이 당선되었다.
| 후보   | 소속       | 득표 | %     |
| ------ | ---------- | ---- | ----- |
| 이주영 | 자유한국당 | 259  | 86.33 |
| 주승용 | 바른미래당 | 2    | 0.67  |
| 박순자 | 자유한국당 | 1    | 0.33  |
| 원유철 | 자유한국당 | 1    | 0.33  |
| 정진석 | 자유한국당 | 1    | 0.33  |
| 기권   | 기권       | 1    | 0.33  |
| 무효   | 무효       | 2    | 0.67  |
| 결석   | 결석       | 33   | 11.0  |
| 재적   | 재적       | 300  | 100   |

### 바른미래당 몫 국회부의장 선거
전라남도 여수시 을 지역구의 주승용 바른미래당 의원이 당선되었다.
| 후보   | 소속       | 득표 | %     |
| ------ | ---------- | ---- | ----- |
| 주승용 | 바른미래당 | 246  | 82.00 |
| 김성태 | 자유한국당 | 1    | 0.33  |
| 유성엽 | 민주평화당 | 1    | 0.33  |
| 정병국 | 바른미래당 | 1    | 0.33  |
| 기권   | 기권       | 1    | 0.33  |
| 무효   | 무효       | 4    | 1.33  |
| 결석   | 결석       | 46   | 15.33 |
| 재적   | 재적       | 300  | 100   |